# Vandiver
Vandiver és una població dels Estats Units a l'estat de Missouri. Segons el cens del 2000 tenia 83 habitants.

## Demografia
Segons el cens del 2000, Vandiver tenia 83 habitants, 33 habitatges, i 25 famílies. La densitat de població era de 106,8 habitants per km².
Dels 33 habitatges en un 36,4% hi vivien nens de menys de 18 anys, en un 66,7% hi vivien parelles casades, en un 9,1% dones solteres, i en un 24,2% no eren unitats familiars. En el 21,2% dels habitatges hi vivien persones soles el 18,2% de les quals corresponia a persones de 65 anys o més que vivien soles. El nombre mitjà de persones vivint en cada habitatge era de 2,52 i el nombre mitjà de persones que vivien en cada família era de 2,92.
Per edats la població es repartia de la següent manera: un 27,7% tenia menys de 18 anys, un 2,4% entre 18 i 24, un 28,9% entre 25 i 44, un 20,5% de 45 a 60 i un 20,5% 65 anys o més.
L'edat mediana era de 40 anys. Per cada 100 dones de 18 o més anys hi havia 71,4 homes.
La renda mediana per habitatge era de 44.583 $ i la renda mediana per família de 47.500 $. Els homes tenien una renda mediana de 32.500 $ mentre que les dones 16.250 $. La renda per capita de la població era de 17.501 $. Entorn de l'11,5% de les famílies i el 12,8% de la població estaven per davall del llindar de pobresa.

## Poblacions més properes
El següent diagrama mostra les poblacions més properes.